# ボブ・ケイン
ロバート・ケイン（出生名はロバート・カーン）（Robert Kane, Robert Kahn, 1915年10月24日 - 1998年11月3日）は、アメリカ合衆国のコミックライター、アーティストである。ビル・フィンガーとともにバットマンを創造したことで知られる。

## 生い立ち
ロバート・カーンはニューヨーク州ニューヨーク市で生まれた。彼の両親のオーガスタとハーマンは東ヨーロッパのユダヤ系である。
デウィットクリントン高校を卒業し、その後、名前をRobert KahnからRobert Kaneに変更した。

## 経歴
彼は1936年にコミック業界に参入し、編集者のジェリーイガーのコミック 『Wow、What A Magazine！』にオリジナルの素材をフリーランスで提供した。
1939年にライターのビル・フィンガーと共に、最も有名なスーパーヒーローの一人であるバットマンを生み出した。
その後もロビンやジョーカーなどのキャラクターを創作した。